# Vladislav Konovalov
Vladislav Nikolaevič Konovalov (in russo Владислав Николаевич Коновалов?; Qostanay, 2 maggio 1974) è un ex cestista e allenatore di pallacanestro russo.

## Palmarès

### Giocatore
- Coppa di Russia: 1

Lokomotiv Vody: 2000